# Repalle
Repalle là một thành phố và khu đô thị của huyện Guntur thuộc bang Andhra Pradesh, Ấn Độ.

## Địa lý
Repalle có vị trí 16°01′B 80°51′Đ / 16,02°B 80,85°Đ Nó có độ cao trung bình là 7 mét (22 feet).

## Nhân khẩu
Theo điều tra dân số năm 2001 của Ấn Độ, Repalle có dân số 41.319 người. Phái nam chiếm 50% tổng số dân và phái nữ chiếm 50%. Repalle có tỷ lệ 69% biết đọc biết viết, cao hơn tỷ lệ trung bình toàn quốc là 59,5%: tỷ lệ cho phái nam là 72%, và tỷ lệ cho phái nữ là 67%. Tại Repalle, 10% dân số nhỏ hơn 6 tuổi.